# Цивильск
Циви́льск (чув. Ҫӗрпӳ) — город в Чувашской Республике Российской Федерации. Административный центр Цивильского муниципального округа.

## Этимология
Время основания Цивильска неизвестно. Впервые Цивильск упоминается в 1584 году как укреплённый пункт при слиянии рек Большой и Малый Цивиль. Этимология гидронима Цивиль (чув. Ҫава́л) не установлена. Название города от русской формы гидронима в русском оформлении Цивильск.

## География
Город расположен при слиянии Большого и Малого Цивилей. Находится в 36 км от Чебоксар, на перекрёстке автомагистралей государственного значения Нижний Новгород — Казань M7 и Цивильск — Ульяновск A151 и автодорог республиканского значения. В 6 км от Цивильска проходит железнодорожная ветка Канаш — Чебоксары.

## История
Первое упоминание относится к 1584 году по распоряжению Бориса Годунова была устроена крепость Русского государства на месте чувашского поселения Сюрбеево (Ҫӗрпӳ), где проживал князь. С 1590 город, торгово-ремесленный центр. 

…существует предание, как будто ещё до похода Иоанна IV, чуваши просили принять их в подданство и построить им город для платежа ясака и что для этой цели один из чувашских старшин, по имени Пулад, уступил под постройку такого городка свой посёлок Сюр-Буял (çĕр пÿ ял - сто изб деревня), на месте которого и возник город Цивильск, известный у чувашей под названием Сюрбӱ-холы т. е. Цивильск город.— Риттих А. Ф.
Город не раз уничтожался во времена крестьянских восстаний, сгорал в пожарах, но вновь отстраивался на прежнем месте. К деревянному Цивильскому кремлю (рубленому городу, площадь 4,66 га), расположенному при тогдашнем слиянии Большого Цивиля и Малого Цивиля, примыкал с восточной стороны окольный город (острог) и возникшие за крепостью слободы. Первые жители — стрельцы, пушкари, приказные строители, боярские дети, духовенство.
Цивильск дважды героически оборонялся от повстанцев во время восстания Разина (1670—1671), однако во время восстания Пугачёва (1773—1775) был взят и разграблен. В 1781 году Цивильск получил статус уездного города. В XVIII веке военное значение города упало, и далее он развивался как торгово-промышленный центр, в составе его жителей появляются купцы, ремесленники и прочий люд.

## Органы власти

Флаг города

В рамках организации местного самоуправления с 2004 по 2022 гг. в границах города существовало муниципальное образование Цивильское городское поселение . Упразднено законом от 29 марта 2022 года в рамках преобразования муниципального района со всеми входившими в его состав поселениями путём их объединения в муниципальный округ . С 1 января 2023 года функционирует Цивильский территориальный отдел .

## Население
| 1856    | 1913    | 1931    | 1939    | 1959    | 1970    | 1979    | 1989    |
| ------- | ------- | ------- | ------- | ------- | ------- | ------- | ------- |
| 1500    | ↗3000   | →3000   | ↗5100   | ↗5907   | ↗7388   | ↗8029   | ↗10 053 |
| 1992    | 1993    | 1996    | 1997    | 1998    | 2000    | 2001    | 2002    |
| ↗10 500 | →10 500 | ↗11 200 | →11 200 | →11 200 | ↗11 300 | ↘11 000 | ↗12 967 |
| 2003    | 2005    | 2006    | 2007    | 2008    | 2009    | 2010    | 2011    |
| ↗13 000 | ↘12 800 | ↗12 900 | ↗13 000 | ↗13 100 | ↗13 161 | ↗13 479 | ↗13 500 |
| 2012    | 2013    | 2014    | 2015    | 2016    | 2017    | 2018    | 2019    |
| ↘13 452 | ↗13 578 | ↘13 540 | ↗13 708 | ↗14 039 | ↗14 328 | ↗14 718 | ↗15 014 |
| 2020    | 2021    |         |         |         |         |         |         |
| ↘14 969 | ↘12 762 |         |         |         |         |         |         |

На 1 января 2025 года по численности населения город находился на 832-м месте из 1124 городов Российской Федерации.

## Экономика
В городе действуют авторемонтный завод, хлебокомбинат Цивильского Райпо, хмелефабрика, кирпичный завод, Цивильский завод металлоизделий, завод инновационных технологий, фабрика межкомнатных дверей «Эстет», фабрика межкомнатных дверей «Гармония», строительная компания "ПМК-8".
Ежегодно, в первую неделю июля, в городе проходит традиционная Цивильская ярмарка, с обширной торговлей товарами ширпотреба, народных промыслов (в том числе художественных), стройматериалов и домашнего скота.
Перспективное развитие города связано с пригородным положением по отношению к столице Чувашии и возможностью размещения предприятий и фирм.

## Связь и СМИ
Компании, предоставляющие услуги связи и доступа в Интернет: ООО «Аквилон» (Бывший NovoNet), ОАО «Ростелеком».
Компания, которая предоставляет услуги кабельного телевидения, это ООО «Аквилон». В сети вещания 55 телеканалов, подключены все многоквартирные дома. Цифровое телевидение предоставляют две компании — «Аквилон» (Бывший NovoNet) (технология DVB-C) и «Ростелеком» (технология IPTV).
В городе выходит газета «Цивильский вестник» (Ҫӗрпӳ хыпарҫи).

## Образование

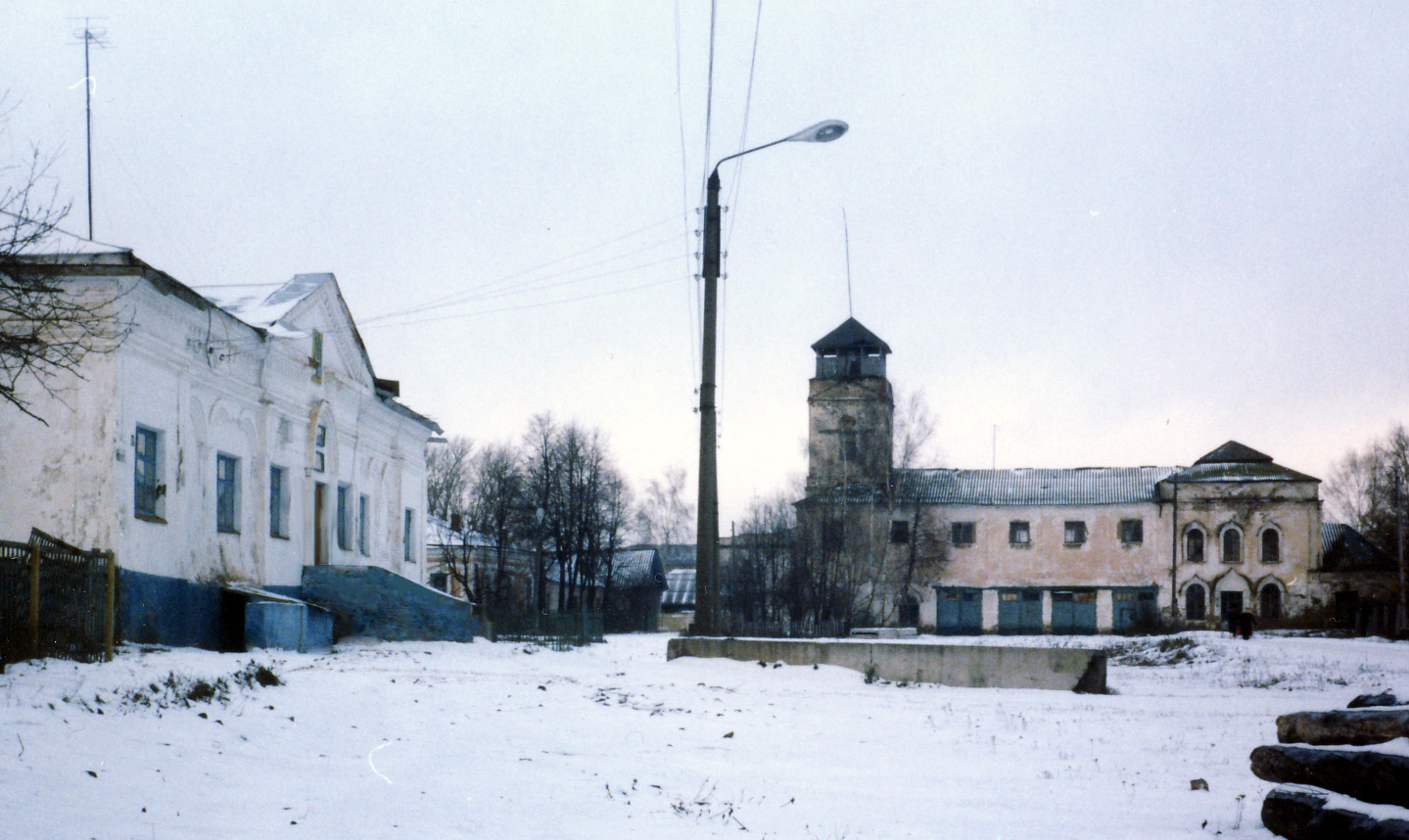
Цивильск

Систему дошкольного образования составляют около 7 детских садов. 

Среднее образование города представлено 2 школами:
- МБОУ «Цивильская средняя общеобразовательная школа № 1 им. М. В. Силантьева» (основана в 1818 году) — директор школы — Баранова Татьяна Владимировна (с 1999 г. по н.в.)[29]
- МБОУ «Цивильская средняя общеобразовательная школа № 2» (с 1966 года) — директор школы — Елена Юрьевна Кавтазеева (с 2025 г. по н.в.)[30].

Остальные учреждения образования в городе Цивильске:
- Цивильская специальная (коррекционная) школа-интернат № 1
- Цивильская специальная (коррекционная) школа-интернат № 2
- Центр детско-юношеского творчества
- ДЮСШ «Асамат»[31][32]
- Цивильский аграрно-технологический техникум.

## Достопримечательности
Из историко-архитектурных памятников сохранились Тихвинский Богородский монастырь (XVII век) с восстановленными собором Тихвинской иконы Божией Матери и деревянной церковью Харлампия — епископа Магнезийского (1880), собор Троицы Живоначальной (1734) с колокольней и церковью Иоанна Милостивого, церковь Казанской иконы Божией Матери (1735), а также старинные дома, построенные по типу купеческих. Современные строения представлены 2—5-этажными зданиями.
Дом Толмачёвых — памятник архитектуры середины XVIII века, по адресу улица Карла Маркса, дом №10
На пересечении автомобильных трасс установлен монумент в честь 400-летия города (автор — скульптор, заслуженный художник Чувашской Республики Анатолий Розов, чья юность была связана с Цивильском).

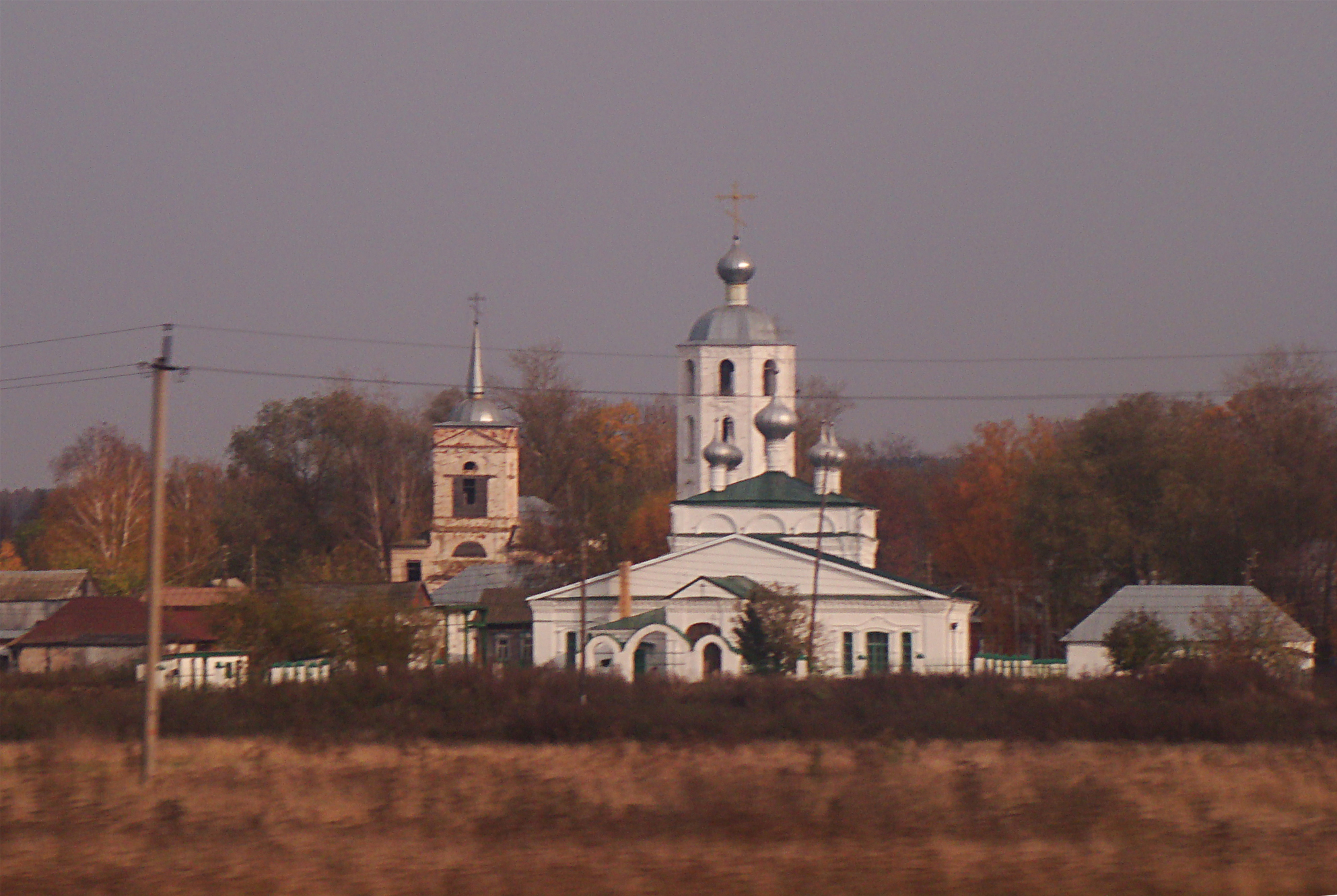
Собор Троицы Живоначальной (справа, на переднем плане), Ивановская церковь (за собором) и Казанская церковь (слева)
Памятник